# Francis Thomas Bacon
Pour les articles homonymes, voir Bacon et Francis Bacon.
Francis Thomas Bacon (21 décembre 1904 - 24 mai 1992) était un ingénieur britannique
- 1939-1953 : L’Anglais Francis T. Bacon fait progresser les générateurs chimiques d’électricité, qui permettent la réalisation du premier prototype industriel de puissance.